# Wojewódzki Urząd Bezpieczeństwa Publicznego w Białymstoku
Wojewódzki Urząd Bezpieczeństwa Publicznego w Białymstoku (WUBP Białystok) – jednostka terenowa Ministerstwa Bezpieczeństwa Publicznego PRL, funkcjonująca na terenie województwa białostockiego od 15 sierpnia 1944 roku do likwidacji MBP w 1954.
Siedziba WUBP mieściła się w Białymstoku przy ulicy Branickiego 1, a od grudnia 1945 roku przy ulicy Mickiewicza 5. W latach 1944–1956 w województwie białostockim utworzono dziewiętnaście PUBP/PUds.BP podległych WUBP w Białymstoku: w Augustowie, Białymstoku, Bielsku Podlaskim, Dąbrowie Białostockiej, Ełku, Gołdapi, Grajewie, Hajnówce, Kolnie, Łapach, Łomży, Mońkach, Olecku, Sejnach, Siemiatyczach, Sokółce, Suwałkach, Wysokiem Mazowieckiem i Zambrowie.

## Kierownictwo (szefostwo) WUBP w Białymstoku
Kierownicy (szefowie):
- Faustyn Grzybowski (1944–1945)[3]
- Józef Pluta (1946-1947)[4]
- Władysław Szysz (1947–1949)
- Teodor Mikuś (1949-1951)
- Daniel Kubajewski (1951-1953)[5]
- Stanisław Mrożek (1953–1954)

## Jednostki podległe
- Powiatowy Urząd Bezpieczeństwa Publicznego w Augustowie (PUBP w Augustowie)
  - Kierownicy PUBP/PUdsBP (szefowie): ppor. Mieczysław Janucik (1944-1945), chor. Aleksander Kuczyński (1945-1946), chor. Stanisław Szyszkowski (1946-1947), kpt. Maksymilian Pora (1947-1947), chor. Jan Szostak (1947-1948), por. Wiesław Zajda (1948-1950), ppor. Feliks Czaplejewicz (1950-1952), por. Paweł Guszcza (1952-1952), kpt. Antoni Pańkowski (1952-1955), por. Włodzimierz Bielski (1955-1957)[6].
  - Funkcjonariusze: Mirosław Milewski

- PUBP w Białymstoku[3]

- PUBP w Bielsku Podlaskim
  - Kierownik (szef): ppor. Kazimierz Pietras

- PUBP w Dąbrowie Białostockiej

- Powiatowy Urząd Bezpieczeństwa Publicznego w Ełku

- PUBP w Gołdapi[a].
  - Kierownik (szef): chor. Marian Pypłacz (zginął 20/21 sierpnia 1945 r.)[2]

- PUBP w Grajewie (1945-1956)
  - Kierownik (szef): ppor. Wacław Szataniak
  - p.o. kierownika: Janusz Wojtulewski (26 czerwca 1945 r. zabity przez podziemie antykomunistyczne)

- PUBP w Hajnówce (1954-1955)[7]

- PUBP w Kolnie
  - Kierownik (szef): Wacław Szataniak

- PUBP w Łapach

- PUBP w Łomży[b].
  - Kierownik (szef): Konstanty Karpowicz (1944–1945)
  - p.o. szefa: ppor. Zygmunt Rewucki (zmarł 9 listopada 1947 r.)[2].

- PUds.BP w Mońkach (1954-1956)

- PUBP w Olecku
  - Kierownik (szef): ppor. Konstanty Dąbrowski (zastępca z jednoczesnym p.o. szefa, zginął 29 grudnia 1946 r.)[2]

- Sejny (Początkowo PUBP w Suwałkach miał siedzibę w Sejnach)

- PUBP w Siemiatyczach (1952-1956)
  - Kierownik (szef) por./kpt. Mieczysław Milczarek (1.04.1954-1.04.1955)[8].

- PUBP w Sokółce (1944-1956)

- PUBP w Suwałkach[c].
  - Kierownik (szef): ppor. Włodzimierz Stasiuk (p.o. kierownika PUBP, zginął 20 lutego 1946 r.)[2]

- PUBP w Wysokiem Mazowieckiem (1944-1948)
  - Kierownik (szef): Józef Szkudelski

- Zambrów (Początkowo PUBP w Łomży miał siedzibę w Zambrowie)